# Muladíové
Po obsazení Pyrenejského poloostrova muslimy většina obyvatel se postupně obracela na islámskou víru a konvertitům se říkalo muládíové. Konverzi podporovaly následující důvody – muladíové neplatili daně, které museli platit křesťané i všichni ti, na které se nepamatovalo v Koránu; přestoupivší křesťanští otroci a nevolníci získali svobodu, šlechtické rody si podržely své výsady.